# Arthur Buchwald
Arthur Buchwald, detto Art (Mount Vernon, 20 ottobre 1925 – Washington, 17 gennaio 2007), è stato un giornalista e scrittore statunitense.
Art Buchwald ha scritto più di 30 libri e i suoi articoli umoristici sono apparsi in più di 300 giornali.
È noto per la causa intentata ai danni di Eddie Murphy e della Paramount. Al termine del processo l'attore americano fu costretto a risarcire Buchwald per avergli rubato l'idea che è alla base del film Il principe cerca moglie.
Nel 1982 ha vinto il Premio Pulitzer.